# 赤鯥
赤鯥（学名：Doederleinia berycoides），又名赤鮭（台灣訛稱）、紅臭魚、紅鱸、紅喉，日本称喉黑鱼，为輻鰭魚綱鱸形目鱸亞目發光鯛科赤鯥屬下的鱼类。分布于西太平洋的朝鲜、日本以及中国东海、黄海等海域，以及印度洋的溫帶水域。肉食性，以甲殼類及軟體動物為食，常見於水深100到600公尺的海底，最長可生長至整條長0.4公尺。在商業上，赤鯥是重要的食用魚，一般利用延繩釣或底拖網捕獲，肉質細膩，無論是壽司還是刺身，都屬於高檔魚。
本物种是單種屬，模式产地在日本。